# Pascualihippus boliviensis
Pascualihippus boliviensis è un mammifero notoungulato estinto, appartenente ai tossodonti. Visse nell'Oligocene superiore (circa 28 - 25 milioni di anni fa) e i suoi resti fossili sono stati ritrovati in Sudamerica.

## Descrizione
Questo animale è noto principalmente per un cranio e alcune ossa dello scheletro, ed è probabile che avesse la taglia di una pecora. Pascualihippus era dotato di un cranio alto, dal muso largo e smussato, con i primi due incisivi che formavano una linea trasversale attraverso la parte anteriore della premascella, seguito da un restringimento del muso (se visto dall'alto); queste caratteristiche assomigliavano a quelle presenti nei tossodonti come Adinotherium e Nesodon. Gli incisivi, però, erano dotati di radici e i denti della zona delle guance erano molto differenti da quelli dei tossodontidi veri e propri. I molari di Pascualihippus, ad esempio, erano privi della biforcazione dell'ansa centrale. L'arcata dentale premascellare era lineare, e indicava che questo animale era un brucatore d'erba. Al contrario di altri animali simili come Eomorphippus, gli incisivi non erano sporgenti.

## Classificazione
Pascualihippus boliviensis venne descritto per la prima volta nel 1997, sulla base di resti fossili ritrovati nella zona di Salla, in Bolivia, in terreni risalenti all'Oligocene superiore. Pascualihippus è stato originariamente classificato nell'ambito della famiglia dei Notohippidae, un gruppo di notoungulati tossodonti dalla dentatura abbastanza simile a quella dei cavalli, con molari a corona molto alta. Successive ricerche, tuttavia, hanno portato alla convinzione che questa famiglia era probabilmente parafiletica (ovvero, non un gruppo tassonomicamente valido), contenente forme via via più derivate, alcune delle quali ancestrali ai tossodontidi veri e propri. Pascualihippus, in particolare, sembrerebbe essere molto vicino all'origine dei tossodontidi, alla base di un clade comprendente l'affine Argyrohippus e i tossodontidi veri e propri (Billet, 2011).